# Agressions racistes de 1973 en France
Les agressions racistes de 1973 en France sont une vague de meurtres et de violences racistes envers des immigrés maghrébins, perpétrés principalement dans la région de Marseille pendant l'été et l'automne 1973. Une cinquantaine d'Algériens sont assassinés dont au moins 17 dans la région marseillaise.
Les crimes et agressions sont commis dans un contexte de tensions diplomatiques entre la France et l'Algérie au moment du premier choc pétrolier, et, sur fond de grande rancœur héritée de la guerre d'Algérie, ont presque tous été classés sans suite après des enquêtes bâclées.
En réaction à cette vague d'agressions, le Mouvement des travailleurs arabes lance un appel à la grève générale contre le racisme qui débute à Marseille le 3 septembre 1973 puis se propage dans d'autres villes françaises.
La série d'agressions culmine avec l'attentat du 14 décembre 1973 contre le consulat d’Algérie à Marseille, qui fait quatre morts, et dont les auteurs n'ont jamais été identifiés.

## Contexte
Ces événements interviennent onze ans et demi après la fin de la guerre d'Algérie et lors du premier choc pétrolier. Un racisme anti-arabe est déjà présent dans une partie de la société française et trouve dans la crise économique une légitimation.
En juin 1971, le quotidien El Moudjahid alerte sur « l'offensive de haine contre les émigrés algériens en France », et dénonce une campagne raciste dans la presse française et des expéditions punitives qui font suite à la décision prise en février 1971 de nationaliser le pétrole algérien. Le Mouvement des travailleurs arabes (MTA) tente d'alerter l'opinion, notamment après les assassinats à Paris de Djilali (ou Djellali) Ben Ali en 1971, et de Mohammed Diab en 1972,.
Face aux difficultés économiques, le gouvernement Pierre Messmer, sous la présidence Pompidou, adopte la circulaire Marcellin-Fontanet,, qui limite l'immigration en France : elle subordonne la politique de recrutement des travailleurs étrangers à la situation de l'emploi, et lie la perte d'emploi à la perte de la carte de séjour. La population française est alors divisée sur la question de l'immigration. En septembre 1972, un mouvement de protestation contre la circulaire se met en place pour soutenir les immigrés en situation irrégulière par de multiples manifestations et des grèves de la faim (une vingtaine entre fin 1972 et début 1975). La contestation est forte à Valence, et plusieurs églises de la Drôme annulent, en signe de solidarité, la messe de Noël. En juin 1973, la circulaire Fontanet est assouplie,.

## Événements à Grasse
Le 12 juin 1973, des travailleurs agricoles immigrés sans-papiers manifestent dans le calme contre la circulaire Fontanet, afin d'obtenir une régularisation,, et se présentent à la mairie de Grasse pour présenter leurs revendications. La manifestation est réprimée par le Comité de vigilance des commerçants et artisans grassois et le maire de la commune, Hervé de Fontmichel, refuse toute discussion et les fait disperser à la lance incendie,. Une cinquantaine de travailleurs tunisiens sont interpellés. Les tabassages font cinq blessés, dont un grave, chez les manifestants. Des expéditions punitives associant des policiers sont menées pendant la nuit. Des affiches signées Ordre nouveau sont placardées dans la ville pour dénoncer « l'immigration sauvage ». Louis Blancard, le curé de Grasse, organise un mois après les incidents une réunion avec les travailleurs immigrés pour calmer les esprits et « demande pardon pour ce qu'on leur a fait »,.

## Événements à Paris
Le 21 juin 1973, le groupe d'extrême droite Ordre nouveau, dont des affiches avaient été placardées à Grasse, organise un meeting à la Mutualité, à Paris, avec pour slogan « Halte à l'immigration sauvage ». La contre-manifestation de gauche n'est pas autorisée, mais a tout de même lieu, dégénérant en affrontements avec la police qui font plus de 70 blessés chez les forces de l'ordre et un nombre inconnu de blessés parmi les manifestants. Dans la foulée, le ministre de l'Intérieur, Raymond Marcellin, fait dissoudre Ordre nouveau ainsi que la Ligue communiste et arrêter son dirigeant, Alain Krivine,,.

## Meurtre d'un traminot à Marseille et récupération médiatique

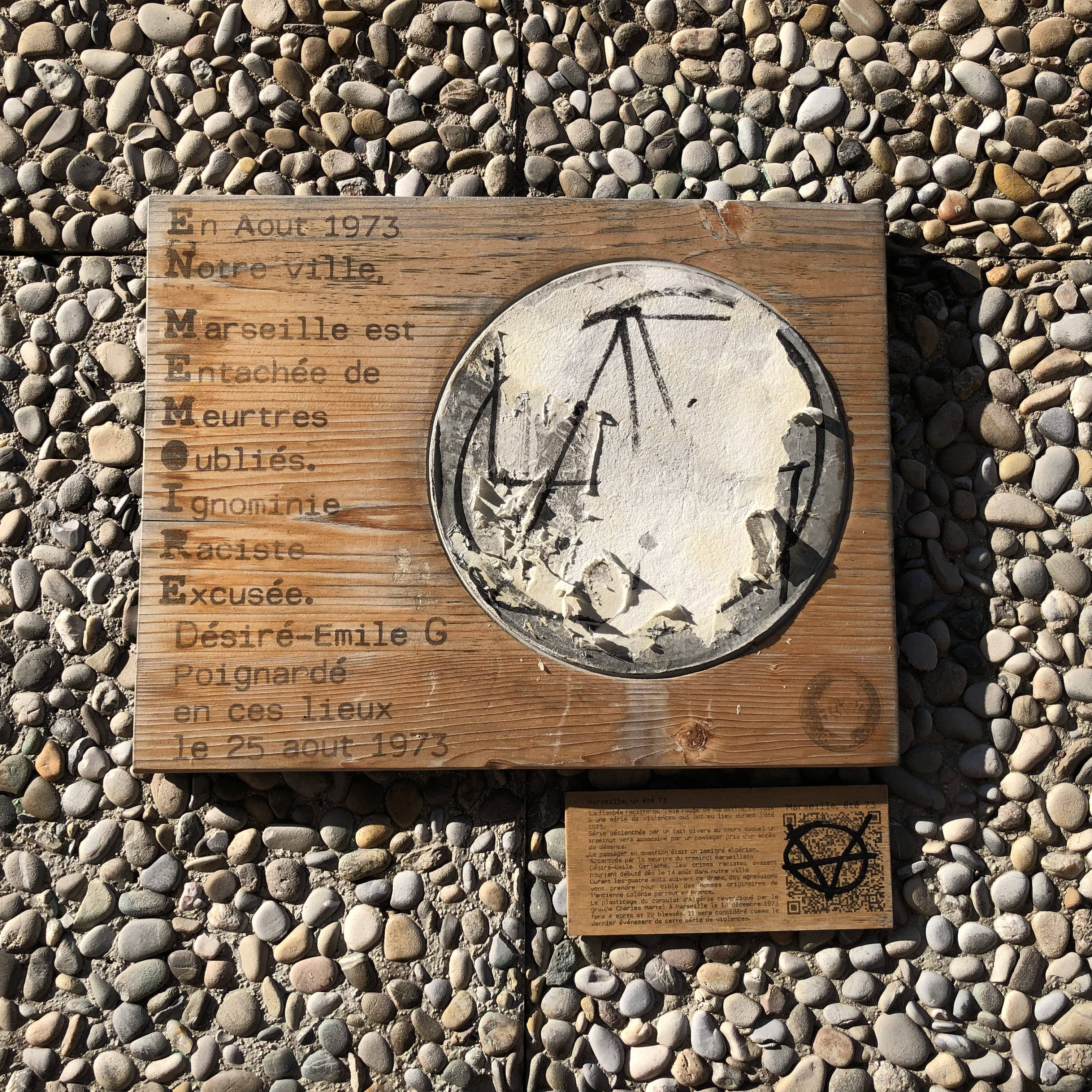
Plaque photographiée en janvier 2022 près du boulevard Françoise-Duparc à Marseille.

Pendant le mois d'août 1973, plusieurs expéditions punitives à Marseille font des victimes dans la population d'origine algérienne, et le meurtre d'un chauffeur de bus par un Algérien appuie la thèse raciste du « danger nord-africain ». 
Dans l'après-midi du 25 août 1973, à la hauteur du boulevard Françoise-Duparc à Marseille, un Algérien qui sera décrit comme malade mental, Salah Bougrine, tue un chauffeur de tramway de la ligne 72, Désiré-Émile Gerlache. Salah Bougrine donne l'impression de ne pas vouloir acquitter le montant de sa place en bus. Il finit par payer son ticket et va s'asseoir derrière le conducteur, puis se jette sur lui, le poignarde et l'égorge. Il blesse ensuite cinq autres voyageurs avant d'être maîtrisé, grâce notamment à l'intervention de l'ancien boxeur Gracieux Lamperti,. Il est conduit au commissariat pour éviter un lynchage. Blessé à la tête, il est hospitalisé. Salah Bougrine avait été victime d'une attaque raciste en 1968 et avait subi une trépanation qui lui laissa d'importantes séquelles,. Il sera déclaré irresponsable par trois experts judiciaires en février 1974, mais ce fait-divers dramatique déclenche une campagne raciste, notamment orchestrée par Le Méridional. 
Le lendemain du meurtre, Gabriel Domenech, rédacteur en chef du Méridional, futur membre du Front national et ancien de l'OAS, et farouchement opposé à toute présence algérienne en France, écrit dans un éditorial intitulé « Assez, assez, assez ! » : « Assez des tueurs algériens. Nous en avons assez de cette immigration sauvage qui amène dans notre pays toute une racaille venue d’outre-Méditerranée »,,,,. En janvier 1975, Gabriel Domenech est condamné, pour cet article, à 1 500 F d'amende et à payer 1 franc symbolique au MRAP ; le directeur de Minute est également condamné, à 2 000 F d'amende, pour avoir reproduit des extraits de cet éditorial le 5 septembre.
Un « Comité de défense des Marseillais » (CDM) se constitue dès le lendemain du drame pour « assurer la sécurité des Français » ; il s'installe dans les locaux du Front national de Marseille, et est une émanation du parti d’extrême droite Ordre Nouveau. M. Pujol, député suppléant, déclare alors : « Les immigrés finissent par croire qu'ils sont chez eux […]. Ils sont à la charge du contribuable français ».
Le préfet de police interdit les manifestations à partir du 27 août, et appelle les Marseillais à la raison : « Je manquerais à mon devoir si je n'adjurais pas mes citoyens à faire preuve de calme et de dignité face à la campagne de haine qui essaie de dresser face à face les deux communautés »,. Il est interpellé par le CDM qui menace d'exercer une justice privée.
Les autorités s’inquiètent d'un risque de flambée. Des protestations contre le racisme ambiant se font entendre au sein de la gauche radicale, ainsi que dans le clergé. Des groupes de militants de gauche organisent une riposte antiraciste et créent une édition détournée du Méridional, diffusée dans les kiosques, avec pour sous-titre « grand quotidien d’information raciste » , avec le soutien d’intellectuels importants comme Maxime Rodinson, Maurice Clavel, Jean-Paul Sartre ou Philippe Sollers. L'archevêque de Marseille, Roger Etchegaray, appelle lui aussi au calme dans le journal télévisé du 27 août. Le journal El Moudjahid s'inquiète : « Chacun n'aurait dû voir [dans le meurtre du traminot] que le geste criminel d'un fou (…) mais il se trouve que le meurtrier est un Algérien. Cela suffit aux nostalgiques de tous bords, à ceux dont la haine envers notre pays est et restera inextinguible, pour essayer de déclencher en France une véritable flambée de racisme anti-algérien, pour appeler à de nouvelles ratonnades ».
Les obsèques du chauffeur de bus le 28 août rassemblent des milliers de personnes, accompagnant la dépouille du domicile du défunt au cimetière Saint-Pierre,.

## Vague de violences racistes
De nombreuses personnes algériennes sont assassinées à la suite de la mort du chauffeur de bus. Six travailleurs immigrés Algériens sont retrouvés morts à Marseille et dans la région entre le 24 août et le 2 septembre,. Selon l'ambassade d'Algérie en France, cette vague de violences a fait 50 morts algériens et 300 blessés. Les organisations de travailleurs nord-africains font quant à elles état d'une douzaine de morts en plus des quatre victimes de l'attentat du 14 décembre contre le consulat d'Algérie à Marseille. La sociologue Rachida Brahim a décompté 17 assassinats de personnes nord-africaines en 1973 dans la cité phocéenne mais la plupart des assassins n'ont pas été identifiés,. La loi Pleven de 1972 est considérée comme le pilier de la législation antiraciste française, mais le droit français ne permettra de prendre en compte l'intention raciste d'un crime qu'à partir de 2003,.
Le 24 août, le corps criblé de balles de Rachid Mouka, 25 ans, est retrouvé dans une carrière de l’Estaque,. Saïd Aounallah est abattu le 26 août près de l'autoroute nord de Marseille, son corps est retrouvé près d'un dépôt de bus dans le centre-ville,, ; la presse locale mentionne que « sur les lieux, les policiers ont découvert cinq douilles de 22 long rifle » et dénigre la victime, mais ne fait aucun lien avec les évènements de la veille. Abdel Wahab Hemahoum (ou Hamaman, ou Hemaman) est tué à coups de madrier le 26 août sur le Vieux-Port au cours d'une bagarre générale, . Le 29 août, le soir même des obsèques d'Émile Gerlache, le brigadier François Canto abat froidement un algérien de 16 ans, Ladj Lounès,,,,,. Le 30 août, La Marseillaise s'interroge: « La campagne raciste menée par divers groupes fascistes de Marseille soutenue dans les colonnes du Méridional aurait-elle hélas porté ses fruits ? ». Le 1er septembre, 2 000 personnes participent aux obsèques de Ladj Lounes. Hamou (ou Hammou) Mebarki, décède le 29 août, le crâne défoncé par son employeur,,. Saïd Ghilas est blessé mortellement le 28 août dans le quartier Saint-André de Marseille. Bensaha Mekernef décède le 2 septembre des suites d'une fracture du crâne,. Mohammed Ben Brahim est tué avec une carabine le 16 septembre dans le 16e arrondissement de Marseille par sa voisine,.
En pleine flambée raciste, le 4 septembre, les pouvoirs publics annoncent l’expulsion d’un délégué de la Cimade à Marseille : le pasteur suisse Berthier Perregeaux. Le Monde parle de décision « arbitraire », tandis que L'Aurore évoque une « provocation »,.
À Toulouse, dans la nuit du 27 au 28 août, 50 « paras » du 9e régiment organisent une ratonnade qui fait plusieurs blessés,,. Le journal Le Monde du 30 août évoque une « expédition punitive » menée à la suite d'une bagarre survenue lors d'un bal le dimanche précédent, au cours de laquelle deux militaires ont été blessés. En dépit du fait que le 9e RCP a été aussitôt consigné, une cinquantaine de paras ont réussi à faire le mur et agressent plusieurs Nord-Africains. L'un d'entre eux sera hospitalisé. Les cinquante soldats qui ont pris part à l'expédition ont été envoyés en manœuvres spéciales à titre disciplinaire.
À la Ciotat, dans la nuit du 28 au 29 août, un Algérien est abattu à la sortie d’un café et un cocktail Molotov est jeté dans une entreprise où travaillent majoritairement des Algériens.
Le 14 décembre 1973, un attentat au consulat d’Algérie de Marseille fait quatre morts et vingt blessés. Il est revendiqué par le groupe Charles-Martel composé d'anciens de l'OAS et de nostalgiques de l'Algérie française, mais ses auteurs ne seront jamais identifiés. Le lendemain, de manière spontanée, 3 000 personnes se rassemblent place des Mobiles pour exprimer leur émotion et leur colère. Le 18 décembre, le Mouvement des travailleurs arabes rassemble quinze mille personnes dans un cortège à Marseille le jour de l'enterrement des victimes ; des manifestations sont aussi organisées aussi dans d'autres villes.
Fin décembre, plusieurs autres victimes algériennes sont ciblées. Abed Mabrouk est abattu à Izeron (Isère) le 25,,.
Selon l'ambassade d'Algérie en France et d'autres sources, cette vague de violences a fait 50 morts algériens et 300 blessés. Les organisations de travailleurs nord-africains font quant à elles état d'une douzaine de morts en plus des quatre victimes de l'attentat du 14 décembre contre le consulat d'Algérie à Marseille. La sociologue Rachida Brahim décompte 16 morts entre août et septembre 1973, intégrant les 4 morts de l'attentat du consulat d'Algérie.

## Conséquences
La flambée raciste met à mal l'image édulcorée de la ville de Marseille, souvent présentée au début des années 1970 comme cosmopolite. Malgré la réaction de Jean Rambaud dans Le Monde, Marseille devient soudain la « capitale du racisme ». Le Nouvel Observateur se demande « Peut-on vivre avec les Arabes? », et Paris Match « Les bicots sont-ils dangereux ? ». Après une première allocution, le 30 août, où il met en garde les Français de ne pas tomber dans « l’engrenage du racisme », le président français Georges Pompidou déclare le 27 septembre 1973 : « La France est profondément antiraciste. […] En France, de racisme il n'y en a pas, en tout cas il ne doit pas y en avoir ». Toutefois, ce discours de principe est critiqué. Le Monde dénonce notamment en septembre 1973 l'indifférence du gouvernement,.
Les relations diplomatiques franco-algériennes se tendent à cette occasion, le président Houari Boumedienne dépêche son ministre des Affaires étrangères, Abdelaziz Bouteflika, mais, faute de garanties suffisantes, le gouvernement algérien annonce en septembre 1973 la suspension symbolique de l’émigration algérienne vers la France, et menace de rapatrier les Algériens. Après l'attentat contre le consulat d'Algérie à Marseille, l'ambassadeur algérien dénonce également la complaisance du maire de Marseille, Gaston Defferre, et l'inaction de la police.
La ville était déjà au cœur d’un mouvement social de contestation qui s'oppose notamment à la circulaire Fontanet. À la suite des crimes racistes, le Mouvement des travailleurs arabes, très influent à Marseille, lance un appel à la « grève générale contre le racisme » pour le 3 septembre 1973,. La manifestation mobilise 30 000 personnes à Marseille (selon Témoignage chrétien, 18 000 selon Le Provençal),. Elle est associés à des manifestations à la Ciotat le 31 août, et Fos-sur-Mer, à Toulon le 7, Paris le 14, Toulouse le 17 , Mulhouse le 25, etc. Les syndicats s’en tiennent à bonne distance, mais appellent à leur tour à une journée d’action nationale contre le racisme le 25 septembre.
Ce mouvement force la municipalité à mettre en œuvre une politique en faveur des migrants, notamment la résorption des bidonvilles. Cette politique volontariste est affichée lors de la visite de Giscard d'Estaing à Marseille en février 1975, avec l'annonce que la ville doit servir de pilote pour les programmes d'actions concertées avec l'État.

## Suites judiciaires
La sociologue Rachida Brahim explique que cet évènement « […] n’a pas du tout été traité comme un massacre. Ça passe totalement inaperçu ». Elle a montré comment les affaires ont systématiquement été « déracialisées » : les préfets faisaient remonter les « incidents impliquant des Nord-Africains » en insistant sur l’absence de caractère raciste.
Les enquêtes ont été bâclées et la plupart se sont terminée par des non-lieux,,. Deux affaires de meurtres seulement déboucheront sur des condamnations à de la prison avec sursis.

## Dans la fiction
Ces événements de 1973 servent de toile de fond à plusieurs œuvres fictionnelles. La romancière et historienne Dominique Manotti publie son roman Marseille 73, en 2020,,. Le film Dupont Lajoie d'Yves Boisset, sorti en 1975, est inspiré des violences commises à Marseille et Grasse. La ligne 12, un roman de Raymond Jean publié quelques mois avant l'assassinat du traminot chez Denoël, envisage un scénario prémonitoire : un travailleur algérien est abattu dans un bus par un Français.